# Kelemen József (színművész)
Kelemen József (Orosháza, 1961. szeptember 4. –) Jászai Mari-díjas magyar színész, rendező, egyetemi oktató (egyetemi adjunktus).

## Életpályája
1980–1985 között az Arvisura Színház tagja volt. 1985–1986 között a Nemzeti Stúdió hallgatója volt. 1985–1989 között a Színház- és Filmművészeti Főiskola hallgatója volt Szirtes Tamás osztályában. 1989–2017 között a kaposvári Csiky Gergely Színház tagja volt. 2003-tól a Kaposvári Egyetem Rippl-Rónai Művészeti Karának színészmesterség tanára. 2017–2020 között a Radnóti Színház tagja volt. 2020-tól a Thália Színház főrendezője. Emellett 2023-tól a Csiky Gergely Színház művészeti tanácsának is tagja.

## Színházi szerepei
A Színházi adattárban regisztrált bemutatóinak száma: 136. Ugyanitt hét színházi fotón is látható.
| - Feydeau: Bolha a fülbe....Baptistin; Romain Tournel - Bock: Hegedűs a háztetőn....Percsik - Schiller: Ármány és szerelem....Herceg - Peaslee: Állatfarm.... - Romhányi József: Hamupipőke....Gáspár királyfi - Rejtő Jenő: Meg kell szakadni!....Rosenfeld; Kucsera - Milne: Micimackó....Kis - Calderón de la Barca: Az élet álom....Astolfo - Csehov: Valahol Oroszországban.... - Dürrenmatt: A Nagy Romulus....Spurius Titus Mamma - Hoffmann: Diótörő....Frici; Kis egér - Molière: Mizantróp....Acaste márki - Brešan: Paraszt Hamlet (Hamlet előadás Donja Mrduša faluban)....Andra Skunce - Tersánszky Józsi Jenő: Kakuk Marci....Orosz úr - García Lorca: Yerma....Juan - Bertolt Brecht: A kaukázusi krétakör....Sauva; Szakértő - Büchner: Woyzeck....Doktor - Horváth Péter: Csaó Bambinó....Szalai - William Shakespeare: Macbeth....Ross - Kosztolányi Dezső: Néró, a véres költő....Latinus - Nagy Ignác: Tisztújítás....Virágos György - Brecht: Koldusopera....Filch - Örkény István: Tóték....Őrnagy - Carlo Goldoni: A kávéház....Eugenio - Dosztojevszkij: Bűn és bűnhődés....Razumihin - Harold Pinter: A gondnok....Mick - Arthur Miller: Istenítélet....John Proctor - Dürrenmatt: Az öreg hölgy látogatása....Rendőr - Kosztolányi Dezső: Édes Anna....Patikárius János - Wilde: Salome....Naraboth - Henrik Ibsen: Peer Gynt....Husszein - Osztrovszkij: Vihar....Borisz Grigorjevics - Foster: Tom Paine.... - Agatha Christie: Tíz kicsi néger....Lombard kapitány - Tasnádi István: Kokainfutár....Fiú - William Shakespeare: Titus Andronicus....Bassianus - Hamvai Kornél: Körvadászat....Édelmann Pál - Lázár Ervin: A kisfiú meg az oroszlánok....Igazgató - Csepreghy Ferenc: A sárga csikó....Gazsi - Deák Ferenc: Fojtás....Viktor | - Bulgakov: Iván, a rettentő....Zsorzs Miloszlavszkij - Shakespeare: Minden jó, ha vége jó....Lavache - Szirmai Albert: Mágnás Miska....Récsey Pixi - Szomory Dezső: Bella....Tormai Gusztáv - Wedekind: Keith márki....Raspe - Holberg: Jeppe....Báró - Koenigsmark: Susogó ligetek ünnepe....Dodi - Kästner: Május 35 avagy Konrád a Csendes-óceánhoz lovagol....Negro Kaballo - Genet: A balkon....Felkelő; II. Fotós - Gogol: Háztűznéző....Kocskarjov - Heller: Megbombáztuk Kaposvárt.... - Friel: Philadelphia, nincs más út!....Ben Burton - Szép Ernő: Vőlegény....Rudi - Füst Milán: Störr kapitány....Dedin - Srilbjanović: Családtörténetek - Belgrád....Vojin - Carlo Goldoni: Nyaralás....Paolo - Kovács-Mohácsi: Csak egy szög.... - McDonagh: Az Inishmore-i hadnagy....Padraic - Lőrinczy Attila: Fahim....Feri - Shakespeare: Julius Caesar....Cassius - Dric: Dundo Maroje avagy Darabos Mihály kalandjai....Marci - Büchner: Danton halála....Lacroix - Kastner: Emil és a detektívek....Emil - Csehov: Három nővér....Tanár úr - Mohácsi: 56 06 őrült lélek vert hadak.... - Caragiale: Karnebál....Iordache - Feydeau: Tökfilkó, avagy a hülyéje....Rédillon - Móricz Zsigmond: Úri muri....Lekenczey - Shaffer: Sötét komédia....Harold Gorringe - Shakespeare: Ahogy tetszik....Próbakő - Hochhuth: A helytartó....Dr. Fritsche, Sturmbannführer; Jacobson; Dr. Lotario Luccani - Molnár Ferenc: Liliom (egy csirkefogó élete és halála)....Kádár István - Szophoklész: Oidipusz király....Pásztor - Örkény István: Kulcskeresők....Fóris - De Filippo: Nem fizetek! (Egy vasat se!)....Don Rafaelle Console - Molnár Ferenc: Játék a kastélyban....Gál - Dömötör Tamás: Emberfarm....Szilárd - Móra Ferenc - Deres Péter : Hannibál tanár úr....Vidrozsil, tornatanár - Gotthold Ephraim Lessing : Bölcs Náthán....egy barát - David Seidler : A király beszéde....David - Heinrich von Kleist: Az eltört korsó....Walter, törvényszéki tanácsos - Bohumil Hrabal: Szigorúan ellenőrzött vonatok....Hubicka, Nagyapa, Kőműves - Tracy Letts: Augusztus Oklahomában....Bill Fordham - Stendhal - Tolcsvay László - Müller Péter Sziámi: Vörös és fekete....De La Mole márki |

## Színházi rendezései
A Színházi Adattárban regisztrált bejegyzéseinek száma: 23.
- William Shakespeare: Vízkereszt, vagy amit akartok (1999)
- Tennessee Williams: Macska a forró bádogtetőn (2002)
- Litvai Nelli: A lovaggá ütött vándor (2002)
- John Steinbeck: Egerek és emberek (2002)
- Agatha Christie: Egérfogó (2003, 2016)
- Hans Christian Andersen: A kis hableány (2004, 2009)
- Arthur Miller: Pillantás a hídról (2006)
- William Shakespeare: A windsori víg nők (2007)
- Dés László: Valahol Európában (2007)
- Scheer Katalin: Nefelé (2011)
- Selma Lagerlöf: Nils Holgersson csodálatos utazása a vadludakkal (2011)
- Charlap-Styne: Pán Péter (2011)
- Reginald Rose: Tizenkét dühös ember (2012, 2014)
- Szabó-Egressy: Tündér Lala (2012)
- Kerékgyártó István: Hurok (2015)
- Neil Simon: Mezítláb a parkban (2015)
- Feydeau: Rövid a póráz (2016)
- Carlo Goldoni: Terecske (2016)
- Dumas: Kean, a színész (2017)
- Nestroy: A talizmán (2017)

## Filmjei
- Nyári keringő (1987)
- A legényanya (1989)
- Sose halunk meg (1993)
- Szamba (1995)
- Kisváros (1996-2001)
- Ámbár tanár úr (1998)
- Portugál (2000)
- Csocsó, avagy éljen május elseje! (2001)
- Előre! (2002)
- Ébrenjárók (2002)
- Sorstalanság (2005)
- 411-Z (2007)
- Tűzvonalban (2010)
- Barátok közt (2017)
- A Tanár (2019)
- A mi kis falunk (2019)
- Doktor Balaton (2021)
- Apatigris (2021)
- A Nagy Fehér Főnök (2022–2023)
- …a szomszéd tehene (2024)